# レヴュー誕生 -夢を創る仲間たち-
『レヴュー誕生』 -夢を創る仲間たち-（レヴューたんじょう ゆめをつくるなかまたち）は宝塚歌劇団の舞台作品。花組公演。
形式名は「グラン・ファンタジー」。24場。
原案は小林公平。作・演出は草野旦。併演作品は『野風の笛』。

## 公演期間と公演場所
- 2003年5月23日 - 7月7日　宝塚大劇場[1]
- 2003年8月8日 - 9月14日　東京宝塚劇場[2]

## スタッフ
※氏名の後ろに「宝塚」「東京」の文字がなければ両劇場共通。
- 作・演出：草野旦
- 作曲・編曲：高橋城、鞍富真一
- 音楽指揮：矢部豊（宝塚）、大谷木靖（東京）
- 振付：羽山紀代美、名倉加代子、上島雪夫、麻咲梨乃、若央りさ
- 装置：大橋泰弘
- 衣装：任田幾英
- 照明：佐渡孝治
- 音響：加門清邦
- 小道具：石橋清利
- 効果：大貫剛
- 演出助手：植田景子、川上正和
- 音楽助手：青木朝子
- 振付助手：麗美花
- 装置助手：國包洋子
- 衣装補：河底美由紀
- 舞台進行：赤坂英雄
- 舞台美術製作：株式会社宝塚舞台
- 演奏：宝塚歌劇オーケストラ（宝塚）
- 演奏コーディネート：新音楽協会（東京）
- 制作：北野靖

## 主な配役
- レヴュー・スターS、パリジャンS、シャルル・ジドラー、レヴュー・ジャンS - 轟悠[1][2]
- レヴュー・スターS、パリジャンS、オトゥール、王子ジークフリート、ルネ、ロワ・ド・レヴュー、シャルル・ジドラー、レヴュー・ジャンS - 春野寿美礼[1][2]
- レヴュー・スター女S、オデット姫、コピーヌS、レーヌ・ド・レヴュー、レヴュー・プペS - ふづき美世[1][2]
- レヴュー・スターA、パリジャン、クレアトール、スワン・黒鳥、プリンスA、エクレラージュ、コパンS、レヴューの精A、レヴュー・ジャン - 瀬奈じゅん[1][2]
- レヴュー・スターB、パリジャン、ジゴロ・歌手、スワンA、ミュージシャン、コパン、レヴューの精、レヴュー・ジャン - 彩吹真央[1][2]
- レヴュー・スター、コリフェスワンA、コピーヌ、ジェンヌS、レヴュー・プペ - 遠野あすか[1][2]